# Дамелвјер
Дамелвјер (фр. Damelevières) насеље је и општина у североисточној Француској у региону Лорена, у департману Мерт и Мозел која припада префектури Линевил.
По подацима из 2011. године у општини је живело 3138 становника, а густина насељености је износила 386,45 становника/km². Општина се простире на површини од 8,12 km². Налази се на средњој надморској висини од 230 метара (максималној 264 m, а минималној 207 m).

## Демографија
| 1962. | 1968. | 1975. | 1982. | 1990. | 1999. | 2011. |
| ----- | ----- | ----- | ----- | ----- | ----- | ----- |
| 3.134 | 3.194 | 3.021 | 3.039 | 2.879 | 2.810 | 3.138 |

График промене броја становника у току последњих година